# Virginie Faivre
Virginie Faivre (Lausana, 6 de septiembre de 1982) es una deportista suiza que compitió en esquí acrobático, especialista en la prueba de halfpipe.
Ganó tres medallas de oro en el Campeonato Mundial de Esquí Acrobático, entre los años 2009 y 2015.
Participó en los Juegos Olímpicos de Sochi 2014, ocupando el cuarto lugar en su especialidad.

## Medallero internacional
| Campeonato Mundial | Campeonato Mundial    | Campeonato Mundial | Campeonato Mundial |
| Año                | Lugar                 | Medalla            | Competición        |
| ------------------ | --------------------- | ------------------ | ------------------ |
| 2009               | Inawashiro (Japón)    | Medalla de oro     | Halfpipe           |
| 2013               | Oslo/Voss (Noruega)   | Medalla de oro     | Halfpipe           |
| 2015               | Kreischberg (Austria) | Medalla de oro     | Halfpipe           |